# Olešná u Pelhřimova
Olešná (deutsch Woleschna)  ist eine Gemeinde in Tschechien. Sie liegt drei Kilometer nordöstlich von Pelhřimov und gehört zum Okres Pelhřimov.

## Geographie
Olešná befindet beiderseitig des gleichnamigen Baches Olešná in der Böhmisch-Mährischen Höhe.
Nachbarorte sind Služátky und Chvojnov im Norden, Rybníček und Jelcovy Lhotky im Nordosten, Strměchy im Osten, Plevnice im Südosten, Chválov und Řemenov im Süden, Pelhřimov im Südwesten, Hamr und Radětín im Westen sowie Krasíkovice und Služátky im Nordwesten.

## Geschichte
Die erste urkundliche Erwähnung von Olešná erfolgte im Jahre 1379. Die Gegend war Teil der dem  Erzbistum Prag gehörigen Herrschaft Řečice. Zu dieser Zeit bestanden zwei Ansiedlungen, Česká Olešná (Böhmisch Woleschna) mit neun Hufen und Německá Olešná (Deutsch Woleschna) mit sechseinhalb Hufen Land. Ein Teil der Hufen waren freier Besitz, andere waren untertänig.
Erzbischof Konrad von Vechta verkaufte 1415 die Herrschaften Pelhřimov und Řečice mit allem Zubehör an den Ritter Jan von Chotěmice. Bei der Teilung der Řečicer Güter durch Ladislaus Postumus fiel Olešná 1454 jenem größeren Teil zu, den Jindřich von Stráž erhielt. Zum Ende des 15. Jahrhunderts wurden die Ritter Leskovec von Leskov Besitzer der Herrschaft. Innerhalb der Familie erfolgten dann Erbteilungen die auch Olešná betrafen. Nach der Schlacht am Weißen Berg verloren die Leskovec ihren Besitz und das Erzbistum Prag holte sich die Herrschaft Řečice zurück.  Bis zur Aufhebung der Patrimonialherrschaften im Jahre 1848 gehörte Olešná zu dieser Herrschaft.
Im Jahre 1900 hatte Olešná 366 Einwohner. Bis zum Jahre 1909 bildeten Olešná, Plevnice, Řemenov und Chválov eine Gemeinde. Am 21. September 1909 schied Plevnice aus und wurde selbständig. 1921 ging auch Řemenov mit Chválov in die Eigenständigkeit.  Östlich von Olešná entstand 1928 eine Ziegelei. 1964 kam es zum Zusammenschluss der drei Gemeinden Olešná, Řemenov, und Plevnice. Am 23. März 1969 kam es im Luftraum über Olešná zum Zusammenstoß von zwei Düsenjägern. 1979 wurde Olešná nach Pelhřimov eingemeindet.

## Gemeindegliederung
Die Gemeinde Olešná besteht aus den Ortsteilen Chválov (Chwalow), Olešná (Woleschna), Plevnice (Plewnitz) und Řemenov (Remenow), die zugleich auch Katastralbezirke bilden.

## Sehenswürdigkeiten
- Kapelle in Olešná
- Wassermühle
- Gedenkstein an den Flugzeugabsturz von 1969